# Вяртсильський ВТТ
Вяртсильський ВТТ (рос. ВЯРТСИЛЬСКИЙ ИТЛ, Вяртсильлаг, Вяртсильский ИТЛ и металлургический завод) — виправно-трудовий табір ГУЛАГ, який підпорядковувався спочатку Головному Управлінню таборів Гірничо-металургійних підприємств (ГУЛГМП).
Організований 07.08.46;

закритий 29.04.53 (переданий в УВТТК Карело-Фінської РСР).
Дислокація: Карело-Фінська РСР, Сортавальський р-н, с. Вяртсиля.

## Виконувані роботи
- металургійне виробництво,
- виготовлення колючого дроту для таборів і колоній МВС,
- будівельні роботи, лісозаготівлі

## Чисельність з/к
- 06.46 — 1917,
- 01.01.47 — 1734,
- 01.01.48 — 2219,
- 01.01.49 — 2230,
- 01.01.50 — 2112,
- 01.01.51 — 2092,
- 01.01.52 — 1754,
- 01.01.53 — 2090.